# كامبامينتو (محطة مترو أنفاق مدريد)
كامبامينتو (بالإسبانية: Campamento)‏ هي محطة مترو أنفاق في مدريد في إسبانيا، تقع على الخط رقم 5.